# 月岡貞夫
月岡 貞夫（つきおか さだお、1939年〈昭和14年〉5月15日 - ）は、日本の男性アニメーション作家。宝塚大学教授。日本大学芸術学部映画学科講師。

## 概要
新潟県新潟市北区出身、新潟県立新発田商工高等学校（現：新潟県立新発田南高等学校）建築科卒業。

## 人物
NHK『みんなのうた』の『北風小僧の寒太郎』、『おかあさんといっしょ』の『こんなこいるかな』、東映動画のテレビアニメ『狼少年ケン』などで知られる。
佐藤順一、片渕須直、安藤雅司など多くの人材を育成した。

## 経歴
新潟の実家は映画館を経営し、幼少時から映写室にあるディズニーのフィルムを一コマずつ見て動きを研究していたという。小学校の頃から漫画家の手塚治虫と文通するという早熟さで、1958年（昭和33年）に高校を卒業すると上京して手塚のアシスタントとなる。翌1959年（昭和34年）に手塚は東映動画でアニメ映画『西遊記』の製作に参加したが、途中から多忙な自身の代わりに月岡と石森章太郎（後の石ノ森）を助手として東映動画へ派遣した。この現場で月岡は東映動画への入社を希望し、東映動画スタッフの白川大作が身元保証を引き受けてアニメーターとして入社した。
月岡の作画スピードとうまさはすぐに社内で注目を浴び、「天才アニメーター」が月岡の代名詞となった。入社してからも引き続き担当した『西遊記』では動画のクレジットながら、実際には原画も任され、大塚康生によると牛魔王が三蔵法師たちを捕らえて宴を繰り広げるシーンの一部が長編作品での初原画だったという。『わんぱく王子の大蛇退治』では、大塚とともにスサノオによる大蛇退治の原画を担当したが、「たいてい一度で動感と臨場感にあふれたカットを仕上げていました」「（分担が自分よりも少なかったが）中身では彼（月岡）が数段優れていたと思います」と大塚は著書に記している。
手塚の虫プロダクションによりテレビアニメの時代が幕を開けると、月岡は自ら志願して東映動画にオリジナル企画を提出。東映動画のテレビアニメシリーズ第1作は月岡が原作と監督を務める『狼少年ケン』ということになった。この背景には、月岡が手塚や虫プロのスタッフと親交があり、虫プロの作った『鉄腕アトム』の制作ノウハウを熟知していたという事情があった。1963年（昭和38年）、24歳のときだった。
しかし作画スピードの速さを誇る月岡でも週に1本のペースでの制作を1人で賄うのは不可能となり、やがて各話ごとに作画チームを組んでローテーションで制作を分業する制度が取り入れられた。その矢先、放映が始まって3ヵ月後の1964年（昭和39年）2月に東映動画を退社。テレビシリーズのノウハウがない当時は、各話の演出を統括する総監督制度がなく、作家性の強い月岡にはそれが耐えられなかったのではないかと大塚康生は述べている。
東映動画退社後は、虫プロで1965年（昭和40年）に『W3』、1966年（昭和41年）に『リボンの騎士』のパイロットフィルム、1967年（昭和42年）に『フライングベン』のパイロットフィルム、『悟空の大冒険』に関わった。
1965年（昭和40年）には東映動画時代の後輩である林静一ともにアニメ制作会社・ナック（現・ICHI）の設立に参加して、日本テレビ『すばらしい世界旅行』のアニメーション部門の作画なども行なった。1970年（昭和45年）に短編アニメ『新・天地創造』で、ポーランド・クラクフ国際短編映画祭グランプリを受賞、国際的なアニメーション作家になり、この年より『みんなのうた』に登場している。以後の月岡はテレビアニメに関わることはあったが、管理できる範囲の短編作品やCMが主であり、自主製作の個人アニメーション作家として自らの作家性を満足させる道を歩んだ。
1978年（昭和53年）には東京ムービーの藤岡豊が海外に通用する長編アニメーション制作のために設立したテレコム・アニメーションフィルムのアニメーター採用と初期の養成を担当。採用者の条件として「既成アニメに毒されていない、できればそれまでにテレビアニメなどを見たことがない人」を挙げていたという。月岡がテレコムを離れた後に養成を担当した大塚康生によると、月岡は養成期間中に「君たちは"長編アニメーター"である、テレビアニメなどやるべきではない」と指導し、大塚が着任したときには、新人たちは技術がないのにプライドだけは高く、テレビアニメ関係者を見下すような態度を見せていたという。大塚は外部から招聘したベテランアニメーターの力も借りて新人の教育を実制作を通じて改めて行うことになったが、この点について大塚は、月岡が「長編アニメーターを育ててほしい」という藤岡の要請を忠実に実行して自らの願望を託しただけで、その方針自体に責任はないと述べている。
2021年（令和3年）11月2日にはTOHOシネマズシャンテにて上映された『わんぱく王子の大蛇退治』のトークショーに登壇し、同映画と大塚について述懐している。

## 参加作品
1963年
- わんぱく王子の大蛇退治（原画、劇場作品）
- 狼少年ケン（演出・キャラクター設計・作画監督[10]、テレビシリーズ）

1965年
- W3（脚本・演出・作画、テレビシリーズ）
- たばこと灰（脚本・演出、動画、実験アニメ）

1966年
- リボンの騎士（原画、パイロットフィルム）

1967年
- 悟空の大冒険（演出、テレビシリーズ）
- フライングベン（演出・原動画、パイロットフィルム）

1969年
- 千夜一夜物語（原画、劇場作品）
- ひとりぼっち（作画監督、劇場作品）

1973年
- 日本沈没（作中のアニメーション作画）[11]

1979年
- ねずみのよめいり（脚本・演出・作画、劇場作品）

1987年
- NEMO/ニモ（パイロットフィルム）

1989年
- エルとプルー（監督・作画監督、テレビシリーズ）

1994年
- あそぼトイちゃん（原作・演出・作画、テレビシリーズ）

年度不明
- 沙羅双樹の花の色（短編）
- 富士通 タッチおじさんシリーズ（CM）
- 明治製菓（現・Meiji Seika ファルマ、一般医薬品部門は明治が実質継承）「イソジン」カバくん（CM）[12]

### みんなのうた
- 1.ごめんなさい（なべおさみ）
- 2.草競馬（東京荒川少年少女合唱隊）
- 3.くらやみ（斎藤こず恵）
- 4.北風小僧の寒太郎（堺正章、東京放送児童合唱団） - ステレオリメイク版は北島三郎・ひばり児童合唱団）。
- 5.ドラキュラのうた（クニ河内、東京放送児童合唱団）
- 6.ゴクロウサン（小原重彦、藤本房子）
- 7.サラマンドラ（尾藤イサオ） - ステレオリメイク版あり（歌手は同じ）。
- 8.走馬燈（岩崎宏美）
- 9.だれもいそがない村（森山良子）
- 10.泣いていた女の子（東京放送児童合唱団）
- 11.ふたごのオオカミ大冒険（ルディ・マスヤーニ、劇団若草）
- 12.あんぐりー・ブギ（東京少年少女合唱隊）
- 13.馬のシッポ ぶたのシッポ（坂本九、東京放送児童合唱団）
- 14.おじいさんの電車（藤田淑子）
- 15.枯れ葉の子守唄（馮智英）
- 16.忍者はどこじゃ（高見恭子）
- 17.ふりむけばカエル（矢野顕子）
- 18.クマのぬいぐるみ（吉岡雄介）
- 19.おとぎの国のBirthday（酒井法子）

### ママとあそぼう!ピンポンパン
- てんとう虫のサンバ
- ピッコリ ピッコロ
- すてきな感情 - 酒井ゆきえお姉さん時代のみ。

### 著書
- アニメーション―用具と材料・技法の実際・歴史（美術出版社）1972年刊
- 講座アニメーション4 動きを作る（美術出版社）1983年刊 ※岡本忠成と共著
- 月岡先生の楽しいアニメ教室（シリーズ）
  - アニメで遊ぼう（偕成社） 2002年刊
  - 原画はこうして描こう（偕成社） 2002年刊
  - 人の動きを観察しよう（偕成社） 2002年刊
  - イヌやネコに教えてもらおう（偕成社） 2002年刊
  - パソコンで発表しよう（偕成社） 2002年刊
  - CMアニメはこうして作る（偕成社） 2002年刊